# Bataille du cap Celidonio (1616)
 (septembre 2008).
Si vous disposez d'ouvrages ou d'articles de référence ou si vous connaissez des sites web de qualité traitant du thème abordé ici, merci de compléter l'article en donnant les références utiles à sa vérifiabilité et en les liant à la section « Notes et références ».
Ne doit pas être confondu avec Bataille du cap Celidonio.
Guerre contre les Barbaresques
Batailles
Guerre contre les Barbaresques
La bataille du cap Celidonio est une bataille navale livrée du 14 au 16 juillet 1616 en mer Égée, au large de Chypre, entre l'Espagne et l'empire ottoman.

## Contexte
En 1616, une flotte espagnole quitta Naples pour Chypre. Elle était composée du Galion « Concepcion » de 52 canons, l’Almiranta de 34, Buenaventura de 27, Carretina 34, San Juan Bautista 30 et le patache Santiago de 14. Elle était sous le commandement de don Francisco de Rivera (es) et fut renforcée par 1 000 mousquetaires espagnols.
Rivera désirait apporter la guerre aux eaux ottomanes, il arriva donc à Chypre et navigua dans ses eaux, en attendant que l’ennemi, défié dans ses eaux et confiant du fait du faible nombre d’espagnols, l’attaque.
Celui-ci ne tarda à se présenter, sous la forme d’une puissante flotte de 55 galères qui ne doutaient pas un instant d’écraser la demi-douzaine d’imprudents navires espagnols.
La flotte turque regroupait 275 canons et 12 000 hommes contre 191 canons et 2 000 du côté espagnol, dont la moitié de l’artillerie pouvait tirer en même temps.

## Déroulement de la bataille
Rivera forma sa flotte en ligne, avec le Concepcion, Carretina et Almiranta, avec le patache et les deux autres derrière pour éviter les attaques de flanc et par l’arrière.
Les Turcs approchèrent dans leur classique formation en demi-lune.
La bataille commença à 9 heures du matin le 14 juillet. Au coucher du soleil les turcs se retirèrent avec 8 galères endommagées par les tirs espagnols, sans arriver à approcher les galions et les aborder, souffrant beaucoup du feu de l’artillerie.
Après une nuit passée en reproches, harangues et nouveaux plans, ils revinrent à l’attaque le jour suivant, s’approchant plus et se mettant à distance de tir des mousquets, ce qui ne fit qu’aggraver leurs pertes. Ils se retirèrent au coucher du soleil avec 10 galères de plus endommagées. Ce jour-là, la Carretina se distingua par son feu en enfilade. 
Le 16, ils réalisèrent leur dernière et plus violente attaque, arrivant par deux fois sous les canons de la Concepcion, profitant de son angle mort. Mais le patache, situé à la proue en protection, fit feu en enfilade et les turcs s’enfuirent vers 3 heures de l’après-midi.

## Conséquences
Les Turcs perdirent 5 galères coulées, une qui explosa et 19 endommagées. Mille janissaires perdirent la vie, ainsi que 2 000 marins. Les Espagnols déplorèrent 34 morts et 93 blessés et la Concepcion et le patache endommagés, devant être remorqués, ceci explique que Rivera ne poursuivit pas les Turcs.
Ce fut une des plus grandes victoires sur les Ottomans depuis Lépante, spécialement du fait de la nette infériorité et du combat dans les eaux ennemies. Felipe III récompensa Rivera avec le titre d’amiral. L’écrivain Luis Velez de Guevara écrivit pour commémorer le combat la comédie « El asombro de Turquia y valiente Toledano ».

## Sources
- Agustin Ramon Rodriguez Gonzalez: Victorias por mar de los Españoles, pag.111-115, biblioteca de Historia, Madrid 2006